# سكوت هاريسون (ملاكم)
سكوت هاريسون (بالإنجليزية: Scott Harrison)‏ مواليد 19 أغسطس 1977 في اسكتلندا، هو ملاكم إسكتلندي يصنف ضمن فئة الوزن الخفيف. فاز ببطولة العالم لوزن الريشة.

## إحصائيات
خاض خلال مسيرته 32 نزالا، فاز في 27 وتعادل في 2 وخسر في 3. فاز بالضربة القاضية في 15 نزالا.

## روابط خارجية
- سكوت هاريسون على موقع بوكس ريك (الإنجليزية) (registration required)